# Placówka Straży Celnej „Pusta Kuźnica”

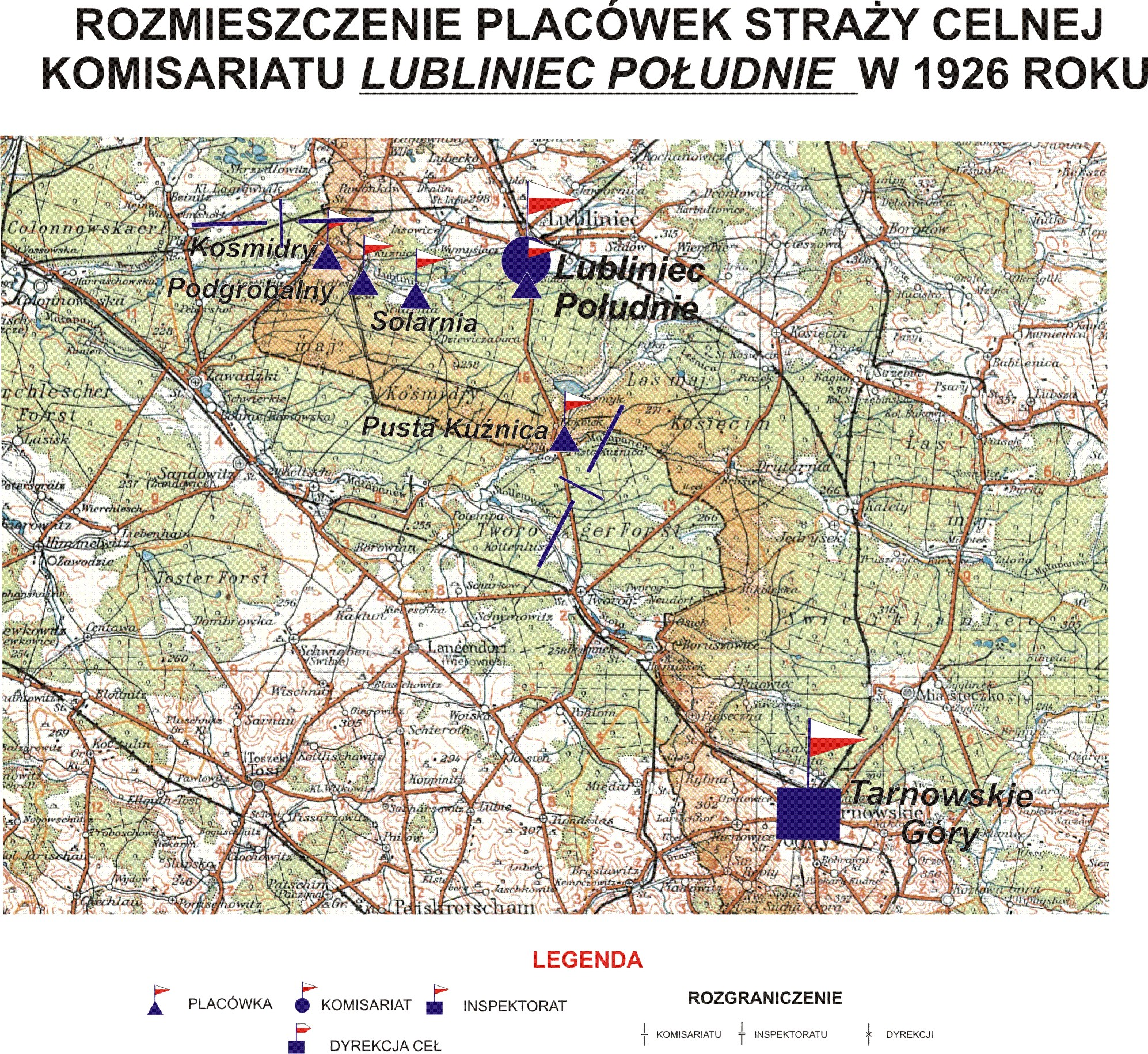
Rozmieszczenie placówek SC Komisariatu Lubliniec Południe

Placówka Straży Celnej „Pusta Kuźnica” – jednostka organizacyjna Straży Celnej pełniąca w okresie międzywojennym służbę ochronną na granicy polsko-niemieckiej.

## Formowanie i zmiany organizacyjne
Na wniosek Ministerstwa Skarbu, uchwałą z 10 marca 1920 roku, powołano do życia Straż Celną. Od połowy 1921 roku jednostki Straży Celnej rozpoczęły przejmowanie odcinków granicy od pododdziałów Batalionów Celnych. Proces tworzenia Straży Celnej trwał do końca 1922 roku. Placówka Straży Celnej „Pusta Kuźnica” weszła w podporządkowanie komisariatu Straży Celnej „Lubliniec Południe” z Inspektoratu SC „Tarnowskie Góry”.
W drugiej połowie 1927 roku przystąpiono do gruntownej reorganizacji Straży Celnej. W praktyce skutkowało to rozwiązaniem tej formacji granicznej. Ochronę północnej, zachodniej i południowej granicy państwa przejęła powołana z dniem 2 kwietnia 1928 roku Straż Graniczna.

## Funkcjonariusze placówki
Kierownicy placówki
| stopień    | imię i nazwisko, numer | okres pełnienia służby |
| ---------- | ---------------------- | ---------------------- |
| przodownik | Szczepan Kruzel (415)  | był w 1926             |

Obsada personalna placówki w 1926:
- przodownik Szczepan Kruzel (415)
- starszy strażnik Paweł Hornik (341)
- strażnik Jan Węglarz (1108)
- strażnik Ludwik Badura (1230)
- strażnik Ludwik Wrona (1231)
- strażnik Józef Chrostek (125)
- strażnik Antoni Andrzejak (1153)
- strażnik Jan Pluta (771)
- strażnik Roman Banecki (165)
- strażnik Józef Piotrowski (1281)
- strażnik Mieczysław Domagała (433)